# 汪家庄墓群
汪家庄墓群，位于中国青海省互助县沙塘川乡汪家庄村，为第三批青海省文物保护单位，公布日期为1959年3月16日，类型为古墓葬。
汪家庄墓群的历史年代为汉。